# 冗語
冗語（じょうご）とは、概念を明確に説明するのに、必要以上の語（または形態素）を使うこと。
- This was the most unkindest cut of all. - シェイクスピア『ジュリアス・シーザー』。直訳すれば、「これはすべての中でもっとも・一番無情な一撃である」になる。
- Beyond the garage were some decorative trees trimmed as carefully as poodle dogs.（ガレージの向こうにプードル犬と同じくらい注意深く刈り込まれた装飾用の木々がある） - レイモンド・チャンドラー『大いなる眠り』。「プードル犬」というのは、「コシヒカリ米(まい)」と言うようなもの。

## 冗語の使われ方
冗語は、無益でありふれたくどい語・句を意味すると理解されることが多いが、単純にありふれた慣用句を使っているということもできる。さらに、社交的、詩的、文学的といった独特の言語学的効果を成し遂げる際には助けになるし、時には、概念・主張・問題の補強、内容の把握をより明確に容易にさせる修辞学的反復と同じ機能を果たすこともある。

### 慣用的表現
冗語句には、慣用句のようになっているものもある。
- safe haven（安全な場所。文字通りに訳せば「安全な安息の地」）
- tuna fish（マグロ。文字通りに訳せば「マグロ魚」）
- コウノトリ（本来はコウ<鴻>だけでよい）
- フラダンス（本来はフラだけで良い）

それらは使っても気にならないほどありふれたものだが、多くの場合、余分な反復を外しても意味が損なわれることはない。
- watch the film together with my girl friend（彼女とともに一緒に映画を見る）
- keep the cat off of the couch（猫をソファにいさせない）

「off of」というアメリカ英語は、会話やくだけた文書で普通に使われる冗語句である。英語のような動詞枠付け言語（Verb framing）においては、動きの方向を示す文法上の不変化詞（grammatical particle）を含む動詞句（Verb phrase）は、そういった不変化詞が冗語的である時でさえ、それを含むのが自然に見える。

### 専門的学術的な使い方
専門書・学術書の中で使われる冗語的な句の中には、時代とともに発展して標準になったもの、あるいは専門家（場合によってはそれ以外の人も）の使い慣れた言葉になったものもある。その1つの例は、法文書によく出てくる法律用語である。
- null and void（無効の） - 文字通りに訳せば「無効かつ無効の」。
- terms and conditions（契約条件） - 文字通りに訳せば「条件および条件」。
- each and all（おのおのが皆） - 文字通りに訳せば「それぞれかつすべて」。

特定の文脈ではこういった使い方が好まれている。しかし、その使用が、正しくない知識を説明するためだったり、曖昧にしたり、あるいは不必要な言葉遣いを持ち込んだりした時には嫌われる。たとえば自然科学のような、曖昧さが重大な不正確さをもたらす学問の中では特にそうである。

### 文体論的選択
冗語は意味に外部的な目的を与えることもできる。たとえば、簡潔すぎる話者はしばしばゆとりや優雅さに欠けていると言われる。理由は、身振り手振りのついた話し言葉の中では、文章は校訂を必要とせず自然発生的に作られ、それがゆとりや優雅さを生むからである。しかし、そのことが多くの重言を生む。一方、書き言葉では、必要がない語は取り外すことができるが、それにより慣用的な表現が崩れた時は、堅苦しいぎこちないものになることもある。
なんらかの文学的あるいは修辞学的効果のために冗語が使われることもあるが、使いすぎると内容を弱めることになる。理由は、多すぎる言葉が概念から注意を逸らせるからである。逆に、考えや意図を隠したい作者は冗長さでそれを曖昧にすることもできる。ウィリアム・ストランク・Jr（William Strunk, Jr.）は『The Elements of Style』（1918年）の中で文体の簡潔性を次のように述べた。「力強い文書は簡潔である。絵が不必要な線を、機械が不必要な部品を含んではならないのと同じ理由で、文は不必要な語を、節は不必要な文を含んではならない。ここで求められるのは、作者はすべての文を短くすべきでも、テーマは概要の中でのみ扱い詳細は避けようもなく、どの語も語られるべしということである」。バロック、マニエリスム、ヴィクトリア朝の文献にも同じような意見が見つかる。

## 冗語の種類
冗語には、統語論的な冗語と意味論的な冗語がある。

### 統語論的な冗語
統語論的な冗語は、文法が任意の機能語を作るときに生まれる。
- I know that you are coming.（私は君が来たのを知っている）

I know you are coming.（同上）
接続詞「that」を動詞句「you are coming」につけるかどうかは任意である。両方とも文法的には正しいが、「that」という語はこの場合、冗語と見なされる。
日本語やスペイン語など、主語代名詞の省略が許される空主語言語（Null subject language）では、主語代名詞について同じことが起きる。
- 僕は君を愛している。

君を愛している。
主語代名詞「僕」は文法的には任意であるから、「僕は」は冗語と言える。（ただし、口調や意図は同じではないかも知れない。これは文法よりも語用論の領域である）。こうした代名詞を省略するプロセスはスペイン語のように主語と動詞に人称の一致のある言語ではしばしば見られ、pro脱落言語（Pro-drop language）と呼ばれる。他にも、ポルトガル語、一部のスラヴ語派、ラーオ語で起こる。英語でも、夫が「Love you」と言い、妻が「Love you too」と答えるような、くだけた会話では代名詞の省略が起こる。
フランス語の（否定の意を持たない虚辞の）「ne」も口語では省略されても差し支えないので冗語と言える。
- Je crains qu'il ne pleuve.（雨が降るのではないかと心配している。）

Je crains qu'il' pleuve.（雨が降ることを心配している。）
ロバート・サウス（Robert South）が冗語について「聖書ではありふれた技法、1つの重要なことを示す表現の多様性」と述べた背景には、聖書ヘブライ語詩の中には概念を異なる言葉で反復する傾向があり、また、書き言葉の聖書ヘブライ語は書き言葉の比較的初期の形式で、多数の冗語を用いた口誦形式を使って書かれているという事実があった。とくに、『詩篇』の多くの詩は対句になっており、おのおのが違う言葉でほとんど同じことを言っている（パラレリズム参照）。

### 意味論的な冗語
意味論的な冗語は、文法的なものよりもスタイルと使い方が問題とされる。言語学者たちは普通、統語論の「冗語」との混同を避けるため、これを「重言」と呼んでいて、それにはいくつかの形式がある。
(1) 重複：ある語の意味論的な構成要素が他の語に包含されている。
- Receive a free gift with every purchase.（購入ごとにただのおまけを受け取ってください） - 「おまけ」には「ただ」という意味が包含される。
- The plumber fixed our hot water heater.（その配管工は私たちの温水加熱器を修理した） - 「加熱器」には「温かい」という意味が含有されている。ジョージ・カーリンはこの特殊な冗語を痛烈に攻撃した。

(2) くどさ：追加された語が、その意味に論理的な何か、関係ある何かを追加するわけではないもの。
- I'm going down south.（私は南に下って進んでいる） - 「南」は習慣として地図では「下」になるが、現実に「下って」いるわけではない。

ところで、「tuna fish（マグロ魚）」という冗語表現はいろいろなとらえ方ができる。
1. 単純に「tuna（マグロ）」の同義語。
2. 余分な表現。
3. 「tuna」との区別。「tuna」には「ツナサボテン」という意味もある。
4. たとえば「tuna」は短い語でその後に気音が続くと聞き間違えられるかも知れないので、はっきりとわからせるため。たとえば、アメリカ合衆国南部では「pen（ペン）」の代わりに「ink pen（インクペン）」と言うが、これは「pen」と「pin（ピン）」の発音が似ているせいである。

一方、ある見方によっては冗語だが、別の見方からすれば冗語でない場合もある。
- Put that glass over there on the table.（あそこのテーブルの上にそのグラスを置いてください）

これは部屋の配置による。たとえば「部屋のあっちのテーブルにそのグラスを置いてください、あなたの前の右のテーブルではないです」という意味で言う場合は冗語ではない。しかし、部屋に1つしかテーブルがないのならこれは冗語である。また、「テーブルの上のあそこにそのグラスを置いてください」という意味なら、それも冗語ではない。
英語において、よく知られている形態論の冗語的使用は「Irregardless（不注意な）」という語で、これは「非語（non-word）」であると広く批判されている。スタンダードに使われている「regardless（注意しない）」は元から否定的な語であるのに、さらにそれに否定的な接頭辞「ir-」を加えたのはくどいどころではなく、論理的には「with regard to/for（注意を払う）」に意味の逆転した撞着語法になっていて、おそらく話者が伝えたかった意味ではない。

### 微妙な冗語
中には、意味の冗長さは語をこえて、たとえば句のレベルの統語論的レベルで起きることもある。
- I never make predictions, especially about the future.（とくに未来について私は決して予測をしない） - ヨギ・ベラ

「予測」は「未来」についてするものであるからこれは冗語的と言える
(しかし例えば「私は彼が一週間前に死んだものと予測する」というような、過去の出来事に関する予測はありえる。この場合、予測しているのはその死に関する将来の発見であり、死んだという出来事ではない)。
もっともこの言葉はユーモラスな効果を狙ったもので、イロニー的な言葉遊びである。
- Topless-shmopless—nudity doesn't distract me.（トップレス・shmオップレス—裸は私を取り乱せない） - shm反復（Shm-reduplication）はユーモアを生むために使われる反復法。イディッシュ語が、とくにアメリカ合衆国東海岸の現代英語に影響を与えた結果。

ユーモア以外にも、冗語が強調のために使われることもある。
- I abso-damned-lutely agree!（文字通りに訳せば「私は絶-とても-対同意できない!」） - 「absolutely（絶対）」の間に「damned（まったく）」が挿入されている（Expletive infixation参照）。

編集者や文法に凝る人が単純な言葉遣いに冗語を用いることもあり、それはProlixityあるいはLogorrhoea（病的多弁）とも呼ばれる。
- 泥棒の物音はうるさい音楽の音にまぎれた
- 泥棒の物音はうるさい音楽にまぎれた

読み手・聞き手は、わざわざ音楽が音を持っていると説明してもらう必要はなく、また新聞の見出しや簡潔な散文で「泥棒は音楽にまぎれた」と書かれてあれば、「泥棒」は「泥棒の物音」のことで、音楽はそれをかき消すくらいうるさかったに違いないと推測することはできるだろう。しかし、多くの人々は新聞の見出しやニュース形式の極端に省略された構文には批判的で、「うるさい」「泥棒の物音」を冗語の類とは考えず、情報量が多く理解しやすい表現と思うだろう。
さらに冗長さは、曖昧に言ったり、婉曲的に言ったりする時にも使われる。しかし、必ずしも冗長でなければいけないわけではない。
- shellshock（戦争神経症）→Post-traumatic stress disorder（外傷性ストレス障害、PTSD）
- used car（中古車）→pre-owned vehicle（中古の車）

これらは誇張した婉曲表現だが冗長ではない。冗長な形式は、ビジネス用語、政治用語・アカデミックな用語では、響きを考慮して（あるいは、実際に約束することが難しいのでぼかすか、誤読されることを意図して）普通に用いられている。
- この四半世紀、我々は目下すべての新しいことの決断とともに注目し続けているのは、会社の消費者優先のパラダイムをできるだけすみやかに市場にもたらすよう企画制作された消費者重視の対外的プログラムの急激な拡大のための斬新かつ円満な方法論と枠組みである。

冗長性と対照的に、2つの一見矛盾している語が結びついた結果として起こるのが撞着語法である。

### 他の形式
外来語＋訳語で複合語とした形式において、冗長さのある表現が定着してしまったケースも多い。
- アイヌ人 - 「アイヌ」はアイヌ語で「人間」のことなので、同じ意味の言葉を反復させていることになる。
- サハラ砂漠
- フラダンス
- ミシシッピ川（Mississippi River） - 「ミシシッピ」はアルゴンキン語族で「大きな川」。
- メナム川
- ラ・ブレア・タールピッツ（La Brea Tar Pits） - 「ラ・ブレア」はスペイン語で「タール」のこと。

頭字語が冗長さを招く場合もあり、RAS症候群（Redundant Acronym Syndrome syndrome）という名前でユーモラスに知られている。
- ATM機（ATM machine） -  「ATM」は「Automated/Automatic Teller Machine（現金自動預け払い機）」の頭字語なので、「機（械）」が重複している。
- HIVウイルス（HIV virus） - 「HIV」は「Human Immunodeficiency Virus（ヒト免疫不全ウイルス）」の頭字語なので「ウイルス」が重複している。
- RAMメモリ（RAM memory） - 「RAM」は「Random-Access Memory（ランダム・アクセス・メモリ）」なので「メモリ」が重複している。

詩や政治言語のみならず、日常のスピーチでも使われる、細心の注意で組み立てられた表現は冗長に見えるかも知れないが、そうではない。
もっとも多く使われているのは、動詞と同じ語源の目的語、つまり同族目的語の使用である。
- 身の上話を話して聞かせた。
- She slept a deep sleep.（彼女はぐっすり眠った）
- Mutatis mutandis.（必要な変更を加えて） - ラテン語の古典的な表現。

同じ語源ではないが、概念的に、同族目的語と見なされる場合もある。
- We wept tears of joy.（我々はうれし涙を流して泣いた）

こうした構文が冗長ではないのは、目的語の修飾語が追加の情報を与えているからである。一方、こういう表現もある。
- 歌を歌う
- 踊りを踊る

同じ事は、同語あるいは同じ語根から派生した語の反復についてもいえる。
- With eager feeding food doth choke the feeder.（しきりに食べさせることで、食べ物は食い手の喉を詰まらせる） - ウィリアム・シェイクスピア『リチャード二世』第2幕第1場37
- ..[T]he only thing we have to fear is fear itself.（我々が唯一恐れなければならないのは恐怖それ自体である） - フランクリン・ルーズベルト（最初の大統領就任演説より）

ほとんどの場合、反復された派生語は文体を犠牲にすることはあっても同族ではない同義語と交換することが可能だが（たとえばルーズベルトの言葉なら「fear」を「terror」に）、同族目的語と同じく、意味さらには文章を損なうことなく取り外すことはできない。